# Tatra T3R.PLF
Tatra T3R.PLF (также используется обозначение T3R.PVN) — частично низкопольные трамваи типа Tatra T3.
Этот тип, вместе с Vario LF, любители транспорта называют «wana». Название происходит от средней части вагона, пол которой находится на более низком уровне, чем остальная часть вагона.
После успешного начала производства трамвайных боксов VarCB3 компаниями ČKD Pragoimex и Krnovské opravny a strojírny (KOS) для трамваев T3R.EV и T3R.PV был произведен частично низкопольный бокс VarCB3LF, который использовался для впервые при строительстве трамваев Vario LF в Остраве. Поскольку у других авианосцев были другие требования к электрическому оборудованию, был построен тип T3R.PLF.